# أحمد مهدي الدجيلي
أحمد مهدي الدجيلي هو مهندس عراقي ولد في الدجيل سنة 1924، شغل منصب وزير الزراعة والإصلاح الزراعي في وزارة ناجي طالب عامي 1966 و 1967.
أتم دراسته الابتدائية في الدجيل، والمتوسطة في بغداد، والتحق بعدها بمدرسة الهندسة. أرسل سنة 1943 في بعثة لدراسة الهندسة المدنية في جامعة القاهرة وتخرج سنة 1948.
عين في 22 كانون الثاني 1943 موظفا في مديرية الري العامة. ذهب إلى الولايات المتحدة سنة 1956 للتدريب سنة واحدة. وفي سنة 1960، التحق بجامعة لندن لإكمال دراسة الدكتوراه التي حصل عليها في آب 1963، وعاد للعراق برتبة رئيس مهندسين.
في 1 آب 1965، عين مديرا عاما للتوزيع في وزارة الإصلاح الزراعي، ثم عين في وزارة ناجي طالب وزيرا للإصلاح الزراعي ووزيرا للزراعة بالوكالة.